# すずめ (増田けい子の曲)
「すずめ」は、1981年11月に発売された増田惠子（当時・増田けい子）の1枚目のシングルである。

## 概要
- 1981年3月、ピンク・レディー解散後にリリースされたソロ・デビューのシングルである。
- 作詞・作曲は中島みゆきで、ピンク・レディー時代に歌番組で共演した桜田淳子が中島の作詞・作曲した「しあわせ芝居」を歌っているのを増田が聞き、「いずれはあんな大人の歌を歌いたい」と思い依頼した。
- 増田けい子自身、ソロ歌手としては同曲が最大のヒット・ソングとなった[1]。
- TBSテレビ「ザ・ベストテン」へは翌1982年1月21日に「今週のスポットライト」で出演、その後同番組では最高9位にランクされた。
- 中島は1985年のセルフカバーアルバム『御色なおし』でセルフカバーした。

## 収録曲
1. すずめ
作詞・作曲：中島みゆき、編曲：青木望
2. 前夜祭（イヴ）
作詞：サガン綾、作曲：堀江淳、編曲：青木望

## カバー
| アーティスト | 収録作品（初出のみ）                        | 発売日        | 規格品番      | 備考                             |        |
| すずめ       | すずめ                                      | すずめ        | すずめ        | すずめ                           | すずめ |
| ------------ | ------------------------------------------- | ------------- | ------------- | -------------------------------- | ------ |
| 畑中葉子     | 強行突破                                    | 1982年        | LP:SJX-37165  |                                  |        |
| 中島みゆき   | 御色なおし                                  | 1985年4月17日 | LP:C28A-0404  | セルフカバー                     |        |
| 中島みゆき   | 御色なおし                                  | 1985年4月17日 | CT:28P-6416   | セルフカバー                     |        |
| 中島みゆき   | 御色なおし                                  | 1985年4月17日 | CD:D32A-0073  | セルフカバー                     |        |
| 工藤静香     | MY PRECIOUS -Shizuka sings songs of Miyuki- | 2008年8月20日 | CD:PCCA-02728 | 中島みゆき楽曲のカバー・アルバム |        |